# ترکیبات آلی روی

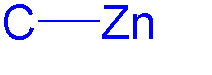
ترکیب آلی روی

ترکیبات آلی روی یا ترکیبات اورگانوزینک(به انگلیسی: Organozinc compounds) گروهی از ترکیبات آلی فلزی هستند که در آن اتم کربن با روی پیوند شیمیایی دارند. نخستین ترکیب آلی روی در سال ۱۸۴۹ توسط شیمیدان انگلیسی ادوارد فرانکلند کشف شد. این ترکیب دی‌اتیل‌روی بود که نخستین ترکیبی بود که در آن پیوند سیگما بین کربن و یک فلز مشاهده شد.